# Mambo Kurt
Mambo Kurt (geboren als Rainer Limpinsel te Hagen, 11 april 1967) is een Duitse artiest die coverversies van mainstream en klassieke en moderne hits maakt.
Mambo Kurt werd in 1997 door de band Clawfinger ontdekt toen zij na een optreden naar een bar gingen waar Mambo Kurt aan het optreden was. Hij werd door Clawfinger direct op tour meegenomen.

## Muziekstijl
Mambo Kurt speelt hits van mainstream bands zoals Rammstein, Metallica, Sex Pistols, Rolling Stones en Europe op een elektronisch orgel met ritmebox. De oorspronkelijke muziek wordt in bossanova, samba of polka stijl gespeeld.
Met zijn covers heeft hij groot succes. Zo stond hij onder andere op Sziget, het Wacken Open Air festival, With Full Force en op Paaspop Schijndel als nevenact.
Mambo Kurt heeft medicijnen gestudeerd en is afgestudeerd chirurg. In 2002 promoveerde hij aan de Ruhr Universiteit Bochum

## Discografie

### Albums
- Weihnachten (2014)
- Spiel Heimorgel Spiel (2007)
- Organized Crime  (2005)
- Sun of a Beach - The Return of Alleinunterhalter vol. 5 (2004)
- Ekstase - The Return of Alleinunterhalter vol. 4 (2002)
- Back in Beige - The Return of Alleinunterhalter vol. II (2000)
- The Return of Alleinunterhalter (1999, Virgin Music, 15 Tracks)
- The Return of Alleinunterhalter (1998, Stamm & Belz Records, 19 Tracks)
- Lieder zur Weihnachtszeit (not available anymore) (1998)

## Referentie
1. ↑  Stellenwert der transthorakalen Echosonographie
in der Begutachtung berufsbedingter Atemwegs- und Lungenkrankheiten. Dissertation.

- Bibliothèque nationale de France: cb17000897j (data)
- Gemeinsame Normdatei: 105938485X
- International Standard Name Identifier: 0000 0003 7274 2233
- MusicBrainz: ed91f11b-4341-46a0-84f6-8fb3c7f3adfe
- Virtual International Authority File: 311187341
- WorldCat: E39PBJj8XDTVRXQwFCDympyjmd